# Locked Up (film)
Pour les articles homonymes, voir Locked Up.
Pour plus de détails, voir Fiche technique et Distribution.
Locked Up (littéralement : Verrouillé) est un film américain écrit et réalisé par Jared Cohn, sorti en 2017.

## Fiche technique
- Titre : Locked Up
- Réalisateur : Jared Cohn
- Scénario : Jared Cohn
- Montage : Rob Pallatina
- Producteur : David Michael Latt
- Production :
- Musique : Christopher Cano, Chris Ridenhour
- Format : Couleurs
- Durée : 86 minutes (1h26)
- Genre : Drame, thriller érotique
- Pays :  États-Unis
- Langue : anglais
- Lieux de tournage : Thaïlande
- Date de sortie :
  -  États-Unis : 20 juin 2017
  -  Japon : 4 octobre 2017

## Distribution
- Kelly McCart : Mallory (créditée comme Kelly Ann McCart)
- Katrina Grey : Kat, la partenaire de cellule de Mallory (créditée comme Kat Grey)
- Jared Cohn : Tommy, l'oncle de Mallory
- Kat Ingkarat : Suchin (créditée Ingkarat Jaraswongkosol)
- Anastasia Maslova : Riza
- Maythavee Weiss : Tuptim, la directrice
- Panipak Jaemmangkang : Bell (créditée comme Panipak 'Lily' Jaemmangkang)
- Suebpong Kulsathaporndhai : Nak, le garde
- Matt Milotich : Davis, l'avocat (crédité comme Matthew Milotich)
- Christiana Chaiwanna : Nenita, l'étudiante harceleuse (créditée comme Christiana Mikesch)
- Chaleeya Kaawjinda : Mona
- Patita Seeda : la webcam girl
- Sivakorn Virojanadul : le juge
- Kenneth Won : le docteur
- Uraipon Yomglang : la fille nue
- Aisika Kim : une prisonnière
- Chai Namkham : une prisonnière
- Chanunchida Penchob : une prisonnière
- Gesinee Kanseang : une prisonnière
- Jakkapong Yadying : une prisonnière
- Jatupag Kodngern : une prisonnière
- Jeeranan Chamnankasemphan : une prisonnière
- Jidapa Puttapibankun : une prisonnière
- Jitsupa Pongtha : une prisonnière
- Jongbundan Terrakun : une prisonnière
- Kannaphit Asawapanong : une prisonnière
- Kansinee Hasung : une prisonnière
- Keaitipong Buamanee : une prisonnière
- Meena Chuephatao : une prisonnière
- Montira Panya : une prisonnière
- Narong Ying Jaroenpanichakul : une prisonnière
- Pairat Rattano : une prisonnière
- Parisa Wongsawatcharakorn : une prisonnière
- Rapeepion Sudnikom : une prisonnière
- Sahayok Tayankitjarang : une prisonnière
- Saijai Kukkum : une prisonnière
- Saowaros Thongkliang : une prisonnière
- Sumet Onnom 	Sumet Onnom : une prisonnière
- Sunulada Lewcharleermvongse : une prisonnière
- Suthathip Malai : une prisonnière
- Venus Naratharuksa : une prisonnière
- Wirot Buttwong : une prisonnière
- Witsanu Khokunklang : une prisonnière